# Publisher Press Association
 (octobre 2023).
Si vous disposez d'ouvrages ou d'articles de référence ou si vous connaissez des sites web de qualité traitant du thème abordé ici, merci de compléter l'article en donnant les références utiles à sa vérifiabilité et en les liant à la section « Notes et références ».
La Publisher Press Association était une petite agence de presse américaine créée en 1898 à New York par des quotidiens de la côte est des États-Unis et rivale de l'Associated Press. Deux après, l'Arrêt Inter Ocean Publishing contre Associated Press accorde le droit aux journaux d'adhérer à plusieurs agences de presse s'ils le souhaitent, sans avoir à subir d'exclusion de l'une d'entre elles. La Publisher Press Association salue la bonne nouvelle.
Elle fusionne en 1907 avec deux autres agences de presse pour créer la United Press, au sein de l'Empire de presse Scripps-Howard. Les deux autres agences ainsi regroupées sont la Newspaper Enterprise Association (NEA), une bourse aux illustrations, éditoriaux et articles sur le sport ou la mode fondée par Edward Willis Scripps, et une agence qu'il a créée sur la côte Pacifique.